# Meromyzobia deserticola
Meromyzobia deserticola är en stekelart som beskrevs av Gordh 1987. Meromyzobia deserticola ingår i släktet Meromyzobia och familjen sköldlussteklar. Inga underarter finns listade i Catalogue of Life.